# Ласкажев
Ласка́жев (пол. Łaskarzew) — місто в центрально-східній Польщі, на річці Промник, притоці Вісли.
Належить до Гарволінського повіту Мазовецького воєводства.

## Демографія
Демографічна структура станом на 31 березня 2011 року:
|          | Загалом | Допрацездатний вік | Працездатний вік | Постпрацездатний вік |
| -------- | ------- | ------------------ | ---------------- | -------------------- |
| Чоловіки | 2450    | 517                | 1735             | 198                  |
| Жінки    | 2504    | 507                | 1528             | 469                  |
| Разом    | 4954    | 1024               | 3263             | 667                  |